# Peter Dawson
Peter Douglas Dawson, född den 4 februari 1982 i Pinjarra, är en australisk tidigare bancyklist som ingick i de australiska lag som blev världsmästare i lagförföljelselopp 2002, 2003, 2004 och 2006. Australien vann även guld i Samväldesspelen 2002 (och silver 2006) med Dawson i laget. Vid Olympiska spelen i Aten 2004 deltog han i kvalomgången, men ej i de efterföljande matcherna, när Australien vann guld i lagförföljelselopp (Dawson tilldelades dock också en guldmedalj).
Dawson ingick också i de australiska lag som satte världsrekord på 4000 meter för fyramannalag vid Samväldesspelen den 1 augusti 2002 (3.59,583) och vid Världsmästerskapen den 2 augusti 2003 (3.57,280) – detta slogs sedan av det australiska laget utan Dawson vid Aten-OS 2004 (3.56,610).
Peter Dawson utsågs till "WAIS Athlete of the year" 2001/2002 och 2002/2003 av Western Australia Institute of Sport, erhöll WA Sports Star Award 2003 samt tilldelades Medal of the Order of Australia 2005.